# Mestolobes ochrias
Mestolobes ochrias là một loài bướm đêm thuộc họ Crambidae. Nó là loài đặc hữu của Oahu và Hawaii.